# Matyty
Matyty [maˈtɨtɨ] (Đức Motitten) là một ngôi làng ở quận hành chính của Gmina Zalewo, trong Ilawa County, WARMIŃSKO-MAZURSKIE, ở miền bắc Ba Lan. Nó nằm khoảng 6 kilômét (4 mi)   phía nam Zalewo, 23 km (14 mi) phía bắc Iława và 60 km (37 mi) về phía tây của thủ đô khu vực Olsztyn.